# Lieke Antonisen
 (février 2019).
Lieke Antonisen, née le 25 mars 1975 à Amsterdam, est une actrice néerlandaise.

## Biographie

### Enfance et formation
Lieke Antonisen est née le 25 mars 1975 à Amsterdam,,.

### Carrière
Elle joue dans le film De hoofdprijs (nl).

## Filmographie

### Cinéma et téléfilms
- 2003 : Ernstige delicten (nl) : L'assistante clinique de beauté
- 2004-2005 : Het glazen huis (nl) : Angela Westhof
- 2005 : Flirt (nl) : Sam
- 2005 : Johan : Geertje
- 2007 : De avondboot (nl) : Liesbeth
- 2007-2008 : De co-assistent (nl) : Andrea van Loon
- 2009 : De hoofdprijs (nl) : Melissa van Wijk
- 2011 : VRijland (nl) : Daphne
- 2012 : Lijn 32 (nl) : Intercedente
- 2012 : Van God Los (nl) : Kim Dreesen
- 2013 : Divorce (nl) : La professeure
- 2013 : Doris (nl) : Martine
- 2013 : De Leeuwenkuil (nl) : La maman
- 2014 : Cornea : Sabine
- 2014 : Verborgen Verhalen (nl) : Tine Haselear
- 2014-2015 : Flikken Maastricht : Gerda Blok
- 2015 : Goede tijden, slechte tijden : Daphne van den Bosch
- 2015 : Het geheim van Eyck (nl) : La mère de Julia
- 2016 : Danni Lowinski (nl) : L'examinateure
- 2017 : Mees Kees (nl) : La mère de Koen
- 2019 : Puppy Patrol (nl) : Liza

Source : IMDb